# Краснојарска митрополија
Краснојарска митрополија (рус. Красноярская митрополия) митрополија је Руске православне цркве.
Образована је одлуком Светог синода од 5/6. октобра 2011, а налази се у оквиру граница Краснојарске Покрајине. У њеном саставу се налази пет епархија: Краснојарска, Јенисејска, Канска, Минусинска и Нориљска.